# Omaha (povo)
Os Omaha (Omaha-Ponca: Umoⁿhoⁿ) são uma tribo nativa americana do meio-oeste reconhecida a nível federal, que reside na Reserva Omaha no nordeste de Nebraska e no oeste de Iowa, nos Estados Unidos.

## Visão geral
A reserva de Omaha fica principalmente na parte sul do condado de Thurston e no nordeste do condado de Cuming, Nebraska, mas pequenas partes se estendem até o canto nordeste do condado de Burt e através do rio Missouri para o condado de Monona, Iowa. Sua área total de terra é 796.355 km2 (307.474 sq mi) e uma população de 5.194 foi registrada no censo de 2000, e sua maior comunidade é Macy.

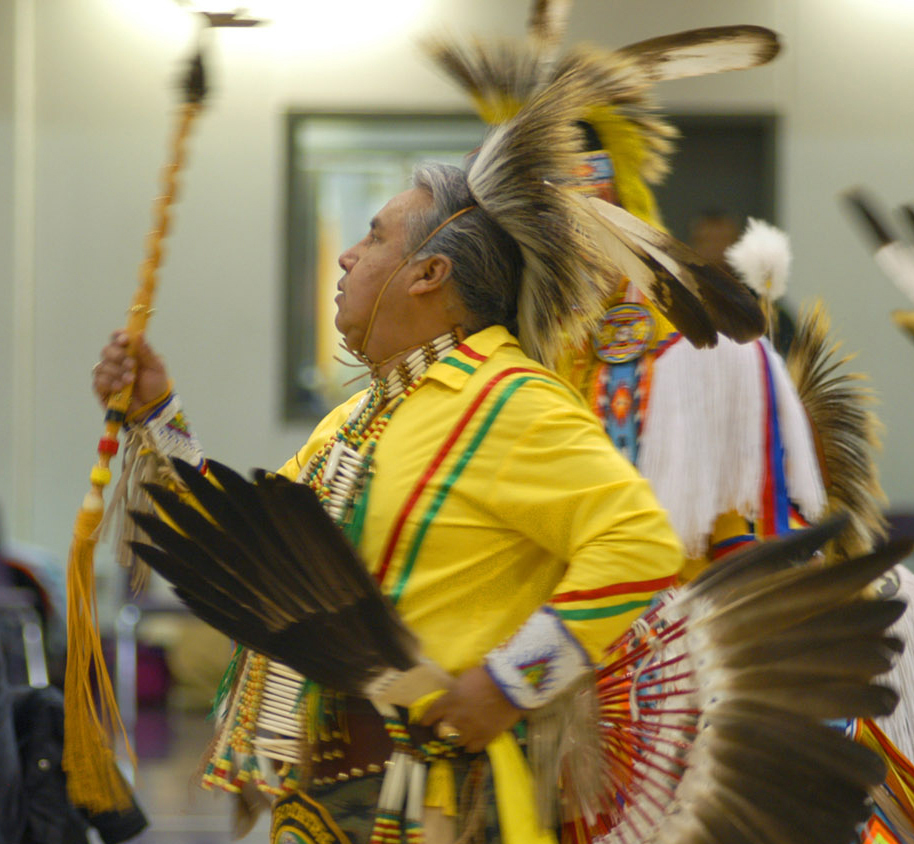
Membros da Tribo Omaha
em dança cerimonial.

O povo Omaha migrou para a área superior do Missouri e para as planícies no final do século XVII de locais anteriores no Vale do rio Ohio. Os Omaha falam uma língua Siouan do ramo Dhegihan, que é muito semelhante à falada pelos Ponca. Os últimos faziam parte dos Omaha antes de se dividirem em uma tribo separada em meados do século XVIII. Eles também eram parentes dos povos Osage, Quapaw e Kansa de língua Siouan, que também migraram para o oeste sob pressão dos iroqueses no Vale do Ohio. Depois de expulsar outras tribos, os iroqueses mantiveram o controle da área como campo de caça.
Por volta de 1770, os Omaha se tornaram a primeira tribo nas Planícies do Norte a adotar a cultura equestre. Desenvolvendo "The Big Village" (Ton-wa-tonga) por volta de 1775 no atual condado de Dakota, no nordeste de Nebraska, os Omaha desenvolveram uma extensa rede de comércio com os primeiros exploradores europeus e "voyageurs" franco-canadenses. Eles controlavam o comércio de peles e o acesso a outras tribos no Upper Missouri River.
Omaha, Nebraska, a maior cidade de Nebraska, leva o nome deles. Nunca conhecido por pegar em armas contra os EUA, os Omaha ajudaram os EUA durante a Guerra Civil Americana.

## Comunidades
- Pender
- Rosalie
- Bancroft
- Walthill
- Winnebago